# Tabanus molestus
Tabanus molestus är en tvåvingeart som beskrevs av Thomas Say 1823. Tabanus molestus ingår i släktet Tabanus och familjen bromsar. Inga underarter finns listade i Catalogue of Life.